# 赵汀阳
赵汀阳（1961年—），男，广东汕头人，中国哲学家、中国社会科学院学部委员、中国社会科学院哲学研究所研究员，长城学者，兼任中国人民大学教授、博士生导师，国务院特贴专家。

## 生平
1961年出生于广东汕头，就读于潮阳一中。1978年参加高考，报历史系，但因为数学成绩好被分配到哲学系，1982年获中国人民大学哲学学士学位。毕业后，先是分配到中国科学院的一所培训学院，后来被兼并为北京科技大学的分院。之后他报考中国科学院哲学所的研究生，师从李泽厚。1988年获中国社科院哲学所硕士学位。毕业后，留社科院哲学所工作至今。1993年以前，赵汀阳是属于研究西方哲学的，之后他转向研究中国的思想。
赵汀阳兼职画漫画。

## 社会兼职
- 中国人民大学哲学学院教授，博导
- 清华大学伦理和宗教中心客座研究员
- 北京大学应用伦理学中心客座研究员
- 浙江大学哲学系客座教授
- 东北师范大学历史文化学院客座教授
- 西安电子科技大学“华山学者”讲座教授
- 欧洲跨文化研究院学术常委（Steering member of Transcultura Institut European）
- 美国博古睿研究院资深研究员（Senior fellow of Berggruen Institute）
- 哈佛燕京学社及哈佛大学东亚系，蒲塞杰出访问学者（ Pusey Distinguished Fellow），授课教授（2013）

## 著作

### 学术专著
- 《美学和未来的美学》，1990，中国社会科学出版社。
- 《哲学的危机》1992，中国社会科学出版社。
- 《论可能生活》，1994，三联；2004，人民大学出版社。
- 《一个或所有问题》，1998，江西教育出版社。
- 《思想迷宫》，科普，1995，广东教育出版社，2010,人民大学出版社。
- 《天下体系》，2005，江苏教育；2011，人民大学出版社。
- 《坏世界研究》，2009，人民大学出版社。
- 《第一哲学的支点》，三联书店。
- 《天下的当代性》，2016，中信学术出版社。
- 《惠此中国》，2016，中信学术出版社。
- 《四种分叉》，2017，华东师大出版社

### 论文集
- 《人之常情》，1998，辽宁人民出版社。
- 《22个方案》，1997，辽宁大学出版社。
- 《直观》， 2000，福建教育出版社。
- 《赵汀阳自选集》，2001，广西师范大学出版社。
- 《没有世界观的世界》，2003，中国人民大学出版社
- 《每个人的政治》，2010，中国社会科学院文献出版社。

### 外文学术著作
- Tianxia tout sous un meme ciel. Les editions du cerf, 2018，法国
- Du Ciel Ala Terre, （与Regis Debray 合著），les Arenes，2014，法国

## 中文论文

### 权威期刊
- 语言和语言之外，《哲学研究》1987-3。
- 美学的转向，《哲学研究》1988-12。
- 本体论的困难，《哲学研究》1990-4。
- 对Can-be的批评，《哲学研究》1991-3。
- 正名分析，《哲学研究》1992-7。
- 哲学的元性质，《哲学研究》1993-6。
- 无立场的伦理分析，《哲学研究》1995-5。
- 有偿人权和做人主义，《哲学研究》1996-9。
- 不纯粹的现象学，《哲学研究》1999-6。
- 我们和你们，《哲学研究》2000-2。
- 知识，命运和幸福，《哲学研究》2001-8。
- 文化认同，《哲学研究》，2003-7。
- 一套新的《西方哲学史》与它对西方哲学的理解，《哲学研究》，2006-6
- 反政治的政治，《哲学研究》2007-12
- 民主的最小伤害原则和最大兼容原则，《哲学研究》2008-6
- 从国家、国际到世界：三种政治问题的变化，《哲学研究》，2009-1
- 共在存在论：人际与心际，《哲学研究》，2009-8
- 从方法论的个人主义到方法论的关系主义，《哲学研究》，2011-1
- 一种对存在不惑的形而上学，《哲学研究》，2012-1
- 作为创世论的存在论，《哲学研究》，2012-8
- 时间的分叉，《哲学研究》，2014-6
- 有轨电车的道德分叉，《哲学研究》，2015-5
- 第一个哲学词汇，《哲学研究》，2016-11
- 箕子的忠告，《哲学研究》，2017-6
- 历史，山水与渔樵，《哲学研究》，2018-1
- 和谐问题的思考，《世界经济与政治》，2006-9
- 冲突与合作的博弈哲学，《世界经济与政治》，2007-6.
- 天下体系的一个简要表述，《世界经济与政治》，2008-10
- 以天下重新定义政治概念，《世界经济与政治》，2015-6
- 道德金规则的最佳可能方案，《中国社会科学》2005/3
- 预付人权理论，《中国社会科学》2006/4
- 儒家政治的伦理学转向《中国社会科学》（内刊）2007/4
- 民主的最小伤害原则和最大兼容原则，《中国社会科学》（内刊），2008/3
- 救灾与中国价值的普世意义，《中国社会科学》（内刊），2008/4

### 核心期刊以及其他期刊
- 新概念本体论，《社会科学战线》，1992\4。
- 《老子》的解释问题，《社会科学战线》，1993\6。
- 哲学怎样才有用，《社会科学战线》1995\1（《新华文摘》转载，1995\6）
- 哲学操作，《社会科学战线》1996\1。
- 一个或所有问题，《社会科学战线》1997\1。
- 哲学的感觉，《社会科学战线》1998\6。（《新华文摘》转载，1999\4）
- 帝国与天下体系，《世界哲学》，2003\5。
- 关于自由的存在论观点，《世界哲学》，2004\6
- 先验论证，《世界哲学》，2005\5
- 再论先验论证，《世界哲学》，2006\3
- 伦理学不是伦理，《读书》1997，4。
- 知识论之后，《读书》1999，8。
- 解冻哲学，《读书》2000，12。
- 心事哲学（1），《读书》2001，3。
- 心事哲学（2），《读书》2001，4。
- 维特根斯坦式的“现象学还原”，《北京社会科学》，1990，1。
- 胡塞尔的意识结构，《文史哲》，1987，3。
- 康德美学的实质，《学术月刊》，1986，10。
- 哲学未来形势，《哲学动态》，1989，7。
- 理解20世纪的精神财富，《国际经济评论》，1998，3-4。
- 美学只是一种手法，《人文杂志》1996，2。
- 维特根斯坦的思想传统，《开放时代》，2001，3。
- 关于后现代的一种表述，《跨文化对话》，2000，6。
- 欧亚概念分析，《跨文化对话》，2004，11
- 理解与接受，《跨文化对话》，2002，9
- 哲学原旨主义，《中国人民大学学报》，2005，1
- 世界制度的哲学分析，《年度学术2003》，中国人民大学出版社，2003。
- 第一哲学的理由和困难，《年度学术2005》，中国人民大学出版社，2005。
- 历史知识如何从地方的到普遍的？《新史学》，人民大学出版社，2003。
- 历史语法，《书评周刊》，1999，3。（《新华文摘》，1999，7）
- 思想的原创问题，《学术月刊》，2000，1。（《新华文摘》，2000，7）
- 博弈问题的哲学分析，《北京行政学院学报》，2005，3
- 国学之争（新京报评论），《新华文摘》2005，17
- 再论自由的困境，《学术月刊》，2006，3
- 美国梦，欧洲梦和中国梦，《跨文化对话》，2006，总18
- 哲学的政治学转向，《吉林大学学报》，2006，2
- 初始状态的博弈问题，《社会科学论坛》，2006，12.
- 儒家的一个未决问题，《中国人民大学学报》，2007，1
- 改变观看的方式，《读书》，2007，2
- 城邦，民众和广场，《世界哲学》，2007，2。
- 荀子的初始状态理论，《社会科学战线》2007，5.
- 法家法治与社会信任，《学习与探索》，2007，6
- 预付人权理论，《人权》，2008，2
- 精神政治的四大发明，《社会科学论坛》，2008-7。
- 普遍价值和必要价值，《世界哲学》，2009-6
- 天下体系的现代启示，《文化纵横》，2010-6
- 道的可能解法与合理解法，《江海学刊》，2011-1
- 到底哪些东西是超越的？《哲学分析》，2011-6
- 作为方法论的个人，《江海学刊》，2012-2
- 意识有什么世界就有什么，《吉林大学学报》，2012-3
- 现代性的终结与全球性的未来，《文化纵横》，2013-8
- 给我一个支点，《哲学动态》，人物专访，2015-1
- 中国作为一个政治神学概念，《江海学刊》，2015-5
- 天下问题的当代性，《探索与争鸣》，2015-11
- 作为方法论的中国，《陕西师范大学学报》，2016-3
- 智能的分叉，《世界哲学》，2016-5
- 你是利玛窦那样的人吗？《江海学刊》，2017-2
- 艺术的本意与意义链，《人文杂志》，2017-3
- 天下究竟是什么？《西南民族大学学报》，2018-1
- 人工智能革命的近忧和远虑，《哲学动态》，2018-4